# فرناندو أورتيز
فرناندو أورتيز (بالإسبانية: Fernando Ortiz) (25 ديسمبر 1977 في الأرجنتين - ) هو لاعب كرة قدم أرجنتيني في مركز الدفاع. لعب مع إستوديانتيس دي لا بلاتا وبانفيلد وبوكا جونيورز وتايجرز أونال وريال مايوركا ب وسانتوس لاغونا وفيليز سارسفيلد ونادي أمريكا ونادي راسينغ ونادي سان لورينزو ويونيون دي سانتا في.

## وصلات خارجية
- فرناندو أورتيز على موقع قاعدة بيانات كرة القدم.إي يو (الإنجليزية)
- فرناندو أورتيز على موقع Soccerway.com (الإنجليزية)
- فرناندو أورتيز على موقع عالم كرة القدم.نت (الإنجليزية)